# Trophée des champions 2006
La Supercoppa di Francia 2006 (ufficialmente Trophée des champions 2006) è stata la trentesima edizione della Supercoppa di Francia, l'undicesima organizzata dalla Ligue de Football Professionnel.
Si è svolta il 30 luglio 2006 allo Stade de Gerland di Lione tra l'Olympique Lione, vincitore della Ligue 1 2005-2006, e il Paris Saint-Germain, vincitore della Coppa di Francia 2005-2006.
A conquistare il titolo è stato l'Olympique Lione che ha vinto per 5-4 ai rigori dopo l'1-1 dei tempi regolamentari.

## Partecipanti
| Squadre             | Qualificazione                             | Partecipazioni precedenti (il grassetto indica la vittoria) |
| ------------------- | ------------------------------------------ | ----------------------------------------------------------- |
| Olympique Lione     | Vincitore della Ligue 1 2005-2006          | 6 (1967, 1973, 2002, 2003, 2004, 2005)                      |
| Paris Saint-Germain | Vincitore della Coppa di Francia 2005-2006 | 4 (1986, 1995, 1998, 2004)                                  |

## Tabellino
| Arbitro: | Layec |

|                                        |                      |                                     |
| Benzema 71’ (rig.)                     | Marcatori            | 62’ Rothen                          |
| Carew Toulalan Ben Arfa Benzema Diarra | Tiri di rigore 5 – 4 | Yepes Paulo César Frau Rothen Kalou |

| O. Lione | Paris SG |

### Formazioni
| Olympique Lione: |    |                     |  |     |
|                  |    |                     |  |     |
| P                | 30 | Rémy Vercoutre      |  |     |
| D                | 2  | François Clerc      |  | 81’ |
| D                | 29 | Sébastien Squillaci |  |     |
| D                | 5  | Cláudio Caçapa (c)  |  |     |
| D                | 23 | Jérémy Berthod      |  | 68’ |
| C                | 28 | Jérémy Toulalan     |  |     |
| C                | 7  | Mahamadou Diarra    |  |     |
| C                | 6  | Kim Källström       |  |     |
| C                | 18 | Hatem Ben Arfa      |  |     |
| A                | 19 | Karim Benzema       |  | 72’ |
| A                | 9  | John Carew          |  |     |
| A disposizione:  |    |                     |  |     |
| P                | 35 | Rémy Riou           |  |     |
| D                | 4  | Patrick Müller      |  | 81’ |
| D                | 12 | Anthony Réveillère  |  | 68’ |
| A                | 24 | Romain Beynié       |  |     |
| A                | 26 | Benoît Pedretti     |  |     |
| A                | 34 | Loïc Rémy           |  |     |
| A                | 39 | Grégory Bettiol     |  |     |
| Allenatore:      |    |                     |  |     |
| Gérard Houllier  |    |                     |  |     |

| Paris Saint-Germain: |    |                   |     |     |
|                      |    |                   |     |     |
| P                    | 1  | Mickaël Landreau  |     |     |
| D                    | 5  | Bernard Mendy     |     |     |
| D                    | 17 | Sammy Traoré      |     | 75’ |
| D                    | 6  | Mario Yepes (c)   | 73’ |     |
| D                    | 22 | Sylvain Armand    | 70’ |     |
| C                    | 4  | David Rozehnal    |     |     |
| C                    | 8  | Édouard Cissé     |     |     |
| C                    | 7  | Fabrice Pancrate  |     | 63’ |
| C                    | 28 | Paulo César       | 64’ |     |
| C                    | 25 | Jérôme Rothen     |     |     |
| A                    | 13 | Pierre-Alain Frau |     |     |
| A disposizione:      |    |                   |     |     |
| P                    | 16 | Jérôme Alonzo     |     |     |
| D                    | 26 | Boukary Dramé     |     |     |
| C                    | 24 | David Hellebuyck  |     |     |
| C                    | 27 | Albert Baning     |     |     |
| C                    | 33 | Clément Chantôme  |     | 75’ |
| A                    | 14 | David N'Gog       |     |     |
| A                    | 15 | Bonaventure Kalou |     | 63’ |
| Allenatore:          |    |                   |     |     |
| Guy Lacombe          |    |                   |     |     |